# Botnia-halli
 (avril 2025).
Si vous disposez d'ouvrages ou d'articles de référence ou si vous connaissez des sites web de qualité traitant du thème abordé ici, merci de compléter l'article en donnant les références utiles à sa vérifiabilité et en les liant à la section « Notes et références ».
Botnia-halli est une salle polyvalente située à Mustasaari en Finlande. 

## Description
La salle est gérée par le consortium Vaasanseudun Areenat Kuntayhtymä fondé en 1995.
Inauguré en 1997, le Botnia-halli appartient aux villes de Vaasa (50%) et Mustasaari (50%). 
Botnia-halli est la plus grande salle d'athlétisme, de jeux de balle et polyvalente de Finlande en termes de superficie totale. 
La salle a une superficie de 16 000 m2 et une hauteur de 20,5 m. 
La salle dispose de divers espaces de réunion et de travail en groupe ainsi que des espaces de café et de restauration. 
Les installations sportives de la salle comprennent une piste d'athlétisme de 4x400m, des sites de saut et de lancer, des terrains de floorball, des terrains de badminton, un terrain en gazon artificiel extérieur chauffé de 64x100m.
En plus des événements sportifs, Botniahalli accueille un large éventail d'événements grand public, de foires commerciales, de ventes, d'événements annuels et d'événements d'entreprise.